# 拉基語
拉基語（越南語: La Chí；自稱 li35 pu44 ljo44（中國）、qu32 te453 （越南，qu32  即「人」之意）為仡央语群語言，分布於中國雲南以及越南北部。在1990年，越南拉基族人口約9500人。艾杰瑞 (Edmondson 2008) 報告表示1995年，在 中國雲南馬關縣約有另外2500人。但李云兵 (Li 2000) 報告表示族群人口1600人中約只有60名拉基語使用者。

## 內部分類
許家平 (Weera Ostapirat) 認為拉基語可分為三大支。
- 北支（漢拉基或花拉基）
- 中支（白拉基）
- 南支（長髮拉基及黑拉基）

艾杰瑞 (Jerold A. Edmondson) 注意到，越南學者近期無法確認白拉基（中支）在的分類中位置。 白拉基語亦為研究得最少的拉基語。
《马关县志》 (1996)  列出了以下拉基族次分類。
- 花拉基
- 白拉基
- 黑拉基
- 汉拉基
- 曼忧拉基
- 曼棚拉基

《马关县志》 (1996) 也列出以下拉基族的民族自稱。.
- 舍
- 拉果
- 黑土
- 古逮
- 依比
- 依梅
- 依多
- 依崩

《马关县志》使用「剌僰」， 和「拉鸡」(Li2000:5)。

## 地理分布
小坂 (Kosaka 2000) 報告指出，在越南約有 6,000 至  8,000 名拉基語使用者，而在中国則有 2,000 名。在馬關縣的拉基族目前被官方識別為壯族 (李云兵2000)，在普标语地區的拉基族則被識別為彝族。在越南的拉基族是官方認證的獨立族群。

### 中國
中國拉基族主要居住在雲南省文山壮族苗族自治州的马关县，緊臨越南的河内江省。 根据美国语言学家艾傑瑞的說法，一般認為拉基族約在清代便移居此地，來自越南被稱為「麥布、麥督、麥哈」的一些地方。 其他拉基族則散居在硯山縣、邱北縣、西疇縣、麻栗坡縣县等地。
细分及其各自的位置如下： 
花拉基（自稱： li35pu44 ljo44n̩44tɕo55）
- 金厂镇
  - 中寨[6]
  - 三家街[7]

漢拉基（自稱： li35pu44 tɕo44）
- 夹寒箐乡
  - 牛龙山[8]
  - 独脚寨[9]
  - 十二道河[10]
  - 老寨[11]
- 仁和镇
  - 白石岩[12]
  - 市桥石桥[13]
  - 火木箐[14]

口袋拉基 (自稱： li35pu44 te35)
- 南捞乡：布苏[15][16]

红拉基 (自稱： li33pu44 ke55)
- 小坝子镇
  - 田棚[17]
  - 拉劫/拉气[18]

### 越南
越南拉基族大多居住在河江省箐门县及黄树皮县。还有许多拉基族生活在河江省南部的北光县。由于越南的拉基語方言有许多漢語借詞，可以推斷這些拉基族人是從較北的中國地區遷移過來的(Kosaka 2000)。 同样地，马关县的拉基族人認為他們的祖先是從阿迷州遷移而來，也就是现在雲南开远市。艾傑瑞注意到越南拉基族常用的自稱是 qu31 te341，而其中的 qu31 即「人」之意（原始仡央語 *khraC1 「人」）。
拉基族在越南是官方正式承认的族群，細部分類如下(Kosaka 2000，Edmondson 2008)：
長髮拉基 (自称: li35pu44 tjoŋ44)
- 黃樹皮縣，板馮社 — 最大的村庄，被视为發源地

黑拉基 (自称: li35pu44 pi55)
- 箐门县，班尤社 — 族人已改用儂語

白拉基 (自称: li35pu44 pu55；语言可能已灭绝)
- 黃樹皮縣，板幫社 — 族人已改用儂語
- 黃樹皮縣，板邁社 — 族人已改用儂語

拉基語也在下列地區使用(Kosaka 2000)：
- 北光县，城禮村（Thôn Tân Lợi） — 自新立社二次迁移而形成，这是现在被称为新城社。
- 河江省，箐门县，志歌社
- 老街省，北河縣— 板馮社移民后裔；不再使用拉基語Lachi(例如，在位于Núng Choáng,Xã Nàm Sán)
- 老街省，猛康县 — 板馮社移民后裔；不再使用拉基語

小坂 (Kosaka 2000) 介绍了以下的迁徙路线，采取了Lachi的Bản Phùng,确立苏Phì区的其它地点，所有在 北Quang区, 河内安江省的.
1. 黃樹皮縣，板馮社
2. 新立社（現稱為新城社）
3. 安平社
4. 尾上社
5. 春江社（後分為兩部， 其中那姜社有較密集的拉基族人）

马关县志(1996)列出了拉基族人在越南的分布地點。
- 曼忧
- 曼棚
- 曼班
- 曼美
- 鸡嘎
- 花隆
- 猛康

## 語法
如同其他仡央語，如仡佬語、布央語等等，拉基語在句法上使用句末否定 (Li 2000)。

## 語音系統

### 辅音
|             |          | 唇音 | 唇音 | 齿龈音  | 齿龈音  | 龈腭音 | 软腭音 | 软腭音 | 小舌音 | 聲門音 |
| 一般        | 顎化     | 一般 | 顎化 | 一般    | 唇音化  | 龈腭音 |        |        | 小舌音 | 聲門音 |
| ----------- | -------- | ---- | ---- | ------- | ------- | ------ | ------ | ------ | ------ | ------ |
| 塞音/塞擦音 | 无声     | p    | pʲ   | t       | tʲ      | tɕ     | k      | kʷ     | q      | ʔ      |
| 塞音/塞擦音 | 送氣     | pʰ   | pʰʲ  | tʰ      | tʲʰ     |        | kʰ     | kʰʷ    | qʰ     |        |
| 塞音/塞擦音 | 濁音     | b    | bʲ   | （ d ） | （ d ） |        |        |        |        |        |
| 擦音        | 擦音     | f    | f    | s       | s       | ɕ      |        |        |        | h      |
| 近音        | 近音     | w    | w    |         |         | j      |        |        |        |        |
| 鼻音        | 鼻音     | m    | mʲ   | n       | nʲ      | ɲ      | ŋʷ     | ŋʷ     |        |        |
| 边音        | 边音     |      |      | l       | lʲ      |        |        |        |        |        |
| 音節輔音    | 濁音     | m̩    | m̩    |         |         |        | ŋ̍ʷ     | ŋ̍ʷ     |        |        |
| 音節輔音    | 前喉塞化 | ˀm̩   | ˀm̩   |         |         |        | ˀŋ̍ʷ    | ˀŋ̍ʷ    |        |        |

- /d/出现在越南语的借词中。
- 出现在/i/之前的近音/j w/ ，也可能發为[ʑ ʊ̯] ，或是濁声门音[ɦ] 。

### 元音
|      | 前 | 央 | 後 | 後 |
| ---- | -- | -- | -- | -- |
| 閉   | i  |    | u  | u  |
| 半閉 | e  |    | ɤ  | o  |
| 半開 | ɛ  |    | ɔ  | ɔ  |
| 開   |    | a  | ɑ  | ɑ  |

- 标准元音[i]和[ɛ]仅在硬顎化、軟顎音和唇化音聲母之后出现。 在其他聲母之后，會發為軟顎化的[-ˠi]和[-ˠɛ] 。

## 延伸閱讀
- Duong, Thu Hang. 2019. Language of La Chi People in Ban Diu, Ha Giang, Vietnam. Presentation at the Conference on Asian Linguistic Anthropology, the CALA 2019, Paññāsāstra University of Cambodia.
- Kosaka, Ryuichi [小坂, 隆一]. 2000. A descriptive study of the Lachi language: syntactic description, historical reconstruction and genetic relation （页面存档备份，存于）. Ph.D. dissertation. Tokyo: Tokyo University of Foreign Studies (TUFS). A descriptive study of the Lachi language : syntactic description, historical reconstruction and genetic relation: 東京外国語大学学術成果コレクション
- Nguyễn Văn Huy (1975). "Vài nét về người La Chí". In, Ủy ban khoa học xã hội Việt Nam: Viện dân tộc học. Về vấn đề xác định thánh phần các dân tộc thiểu số ở miền bắc Việt Nam, 389-414. Hà Nội: Nhà xuất bản khoa học xã hội.